# Chambas (Cuba)
Pour les articles homonymes, voir Chambas (homonymie).
Chambas est une localité et une municipalité de Cuba dans la province de Ciego de Ávila.

## Géographie

### Situation
Chambas est à l'est du centre de l'île de Cuba, au nord-ouest de la province de Ciego de Ávila, à 426 km sud-est de La Havane et 65 km nord-ouest de sa capitale de province Ciego de Ávila.

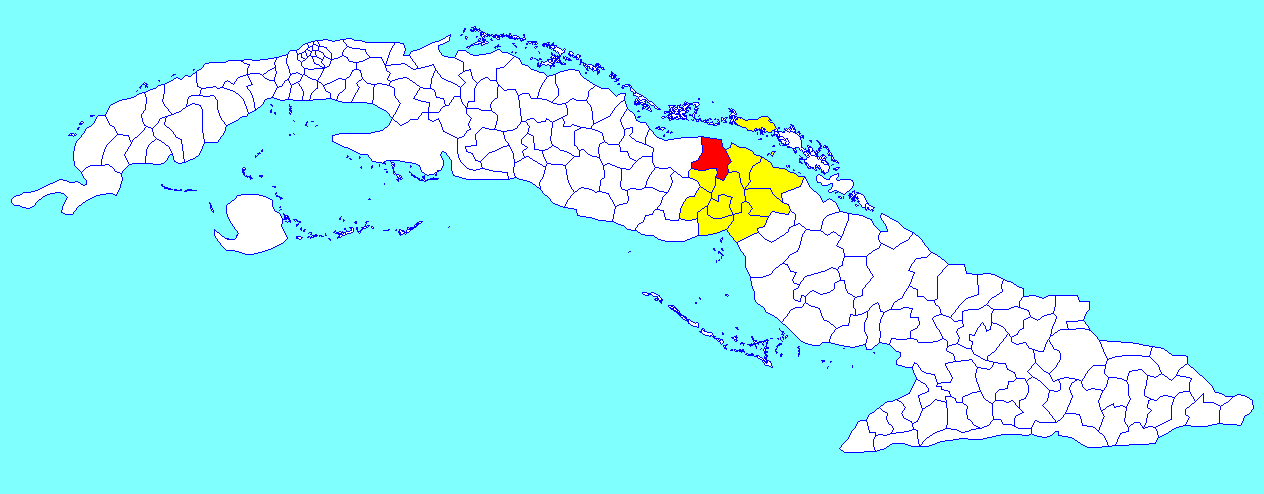
Municipalité de Chambas dans la province de Ciego de Ávila

### Divisions administratives
La municipalité comprend neuf consejos populares :
- Chambas
- Máximo Gómez
- Enrique Varona
- Los Perros
- Ranchuelo
- Mabuya
- Las Palmas
- Calvario
- El Asiento

## Population
En 2022, la population de la municipalité était estimée à 36 239 habitants ; pour une surface de 767 km2, la densité de population est de 47,25 habitants/km².

## Histoire
La municipalité est créée lors de la réforme politico-administrative de 1976.